# Mary-sur-Marne
Mary-sur-Marne és un municipi francès, situat al departament de Sena i Marne i a la regió de Illa de França. L'any 2007 tenia 1.171 habitants.
Forma part del cantó de La Ferté-sous-Jouarre, del districte de Meaux i de la Comunitat de comunes del Pays de l'Ourcq.

## Demografia

### Població
El 2007 la població de fet de Mary-sur-Marne era de 1.171 persones. Hi havia 380 famílies, de les quals 64 eren unipersonals (24 homes vivint sols i 40 dones vivint soles), 116 parelles sense fills, 176 parelles amb fills i 24 famílies monoparentals amb fills.
La població ha evolucionat segons el següent gràfic:
Habitants censats

### Habitatges
El 2007 hi havia 440 habitatges, 386 eren l'habitatge principal de la família, 24 eren segones residències i 30 estaven desocupats. 425 eren cases i 14 eren apartaments. Dels 386 habitatges principals, 356 estaven ocupats pels seus propietaris, 26 estaven llogats i ocupats pels llogaters i 4 estaven cedits a títol gratuït; 4 tenien una cambra, 7 en tenien dues, 50 en tenien tres, 97 en tenien quatre i 228 en tenien cinc o més. 302 habitatges disposaven pel capbaix d'una plaça de pàrquing. A 154 habitatges hi havia un automòbil i a 207 n'hi havia dos o més.

### Piràmide de població
La piràmide de població per edats i sexe el 2009 era:
| Homes | Edats   | Dones |
| ----- | ------- | ----- |
| 0     | 95 o +  | 0     |
| 4     | 90 a 94 | 12    |
| 0     | 85 a 89 | 4     |
| 8     | 80 a 84 | 12    |
| 4     | 75 a 79 | 12    |
| 12    | 70 a 74 | 20    |
| 24    | 65 a 69 | 20    |
| 16    | 60 a 64 | 20    |
| 24    | 55 a 59 | 16    |
| 64    | 50 a 54 | 52    |
| 36    | 45 a 49 | 40    |
| 36    | 40 a 44 | 48    |
| 56    | 35 a 39 | 28    |
| 48    | 30 a 34 | 60    |
| 32    | 25 a 29 | 24    |
| 36    | 20 a 24 | 24    |
| 40    | 15 a 19 | 32    |
| 72    | 10 a 14 | 52    |
| 48    | 5 a 9   | 48    |
| 36    | 0 a 4   | 36    |

## Economia
El 2007 la població en edat de treballar era de 770 persones, 561 eren actives i 209 eren inactives. De les 561 persones actives 531 estaven ocupades (281 homes i 250 dones) i 30 estaven aturades (13 homes i 17 dones). De les 209 persones inactives 84 estaven jubilades, 81 estaven estudiant i 44 estaven classificades com a «altres inactius».

### Ingressos
El 2009 a Mary-sur-Marne hi havia 409 unitats fiscals que integraven 1.117 persones, la mediana anual d'ingressos fiscals per persona era de 21.493 €.

### Activitats econòmiques
Dels 25 establiments que hi havia el 2007, 1 era d'una empresa de fabricació de material elèctric, 1 d'una empresa de fabricació d'altres productes industrials, 4 d'empreses de construcció, 4 d'empreses de comerç i reparació d'automòbils, 2 d'empreses de transport, 3 d'empreses d'hostatgeria i restauració, 1 d'una empresa financera, 1 d'una empresa immobiliària, 4 d'empreses de serveis, 1 d'una entitat de l'administració pública i 3 d'empreses classificades com a «altres activitats de serveis».
Dels 6 establiments de servei als particulars que hi havia el 2009, 1 era un paleta, 1 guixaire pintor, 1 fusteria, 1 electricista i 2 restaurants.

## Equipaments sanitaris i escolars
El 2009 hi havia una escola elemental.

## Poblacions més properes
El següent diagrama mostra les poblacions més properes.